# 테트라플루오린화 탄소
테트라플루오린화 탄소(carbon tetrafluoride), 테트라플루오로메테인(tetrafluoromethane) 또는 사불화 탄소는 가장 간단한 플루오린화 탄소(CF4)이다.
탄소-플루오린 결합의 특성으로 인해 매우 높은 결합 강도를 갖는다. 할로알케인 또는 할로메테인으로 분류될 수 있다. 다수의 탄소-플루오린 결합 및 플루오린의 높은 전기 음성도 때문에, 테트라플루오린화 탄소의 탄소는 상당한 양의 부분 전하를 가지며, 이는 부가적인 이온 특성을 제공함으로써 4 개의 탄소-플루오린 결합을 강화시키고 단축시킨다. 테트라플루오로메테인은 강력한 온실 기체이다.

## 화학 결합
탄소-플루오린 결합은 유기 화학에서 가장 강한 단일 결합이다.  또한, 그들은 더 많은 탄소-플루오린 결합이 동일한 탄소에 첨가됨에 따라 강화된다. 플루오로메테인, 다이플루오로메테인, 트라이플루오로메테인 및 테트라플루오린화 탄소의 분자로 대표되는 단일 탄소 유기 플루오린 화합물에서, 탄소-플루오린 결합은 테트라플루오린화 탄소에서 가장 강하다. 이 효과는 탄소가 0.76의 양의 부분 전하를 가지기 때문에 플루오린 원자와 탄소 사이의 증가된  쿨롱 힘에 기인한다.

## 생성
테트라플루오린화 탄소은 탄소 자체를 포함한 모든 탄소 화합물이 플루오린 대기 중에서 연소될 때 생성된다.
탄화수소의 경우 플루오린화 수소가 함께 만들어진다. 이산화 탄소, 일산화 탄소, 포스젠 등을 사플루오린화 황으로 플루오린화해서 만들 수 있다. 상업적으로는 플루오린화 수소와를 다이클로로다이플루오로메테인 또는 클로로트라이플르오로메테인과 반응하여 제조한다. 탄소 전극을 사용하여 금속 플루오린화물 MF, MF2의 전기 분해할 때에도 생성된다.
무수한 전구체와 플루오린으로도 만들 수 있지만, 플루오린 원소는 비싸고 취급하기가 어렵다. 결과적으로, CF4는 플루오린화 수소를 사용하여 산업적 규모로 제조된다.
CCl2F2 + 2 HF → CF4 + 2 HCl
테트라플루오린화 탄소은 탄화 규소와 플루오린의 반응을 이용해 실험실에서 제조할 수 있다.
SiC + 4 F2 → CF4 + SiF4